# Cyphocharax pantostictos
Cyphocharax pantostictos és una espècie de peix de la família dels curimàtids i de l'ordre dels caraciformes.

## Morfologia
- Els mascles poden assolir 9,8 cm de llargària total.[5]

## Hàbitat
Viu en zones de clima tropical entre 24 °C - 25 °C de temperatura.

## Distribució geogràfica
Es troba a Sud-amèrica: conca del riu Amazones.